# Olof Torén
Olof Torén (Sätila, província de  Västergötland, 1718 — Näsinge, província de Bohuslän, 17 de agosto de 1753)  foi um pastor luterano e naturalista sueco.